# Garb migracyjny

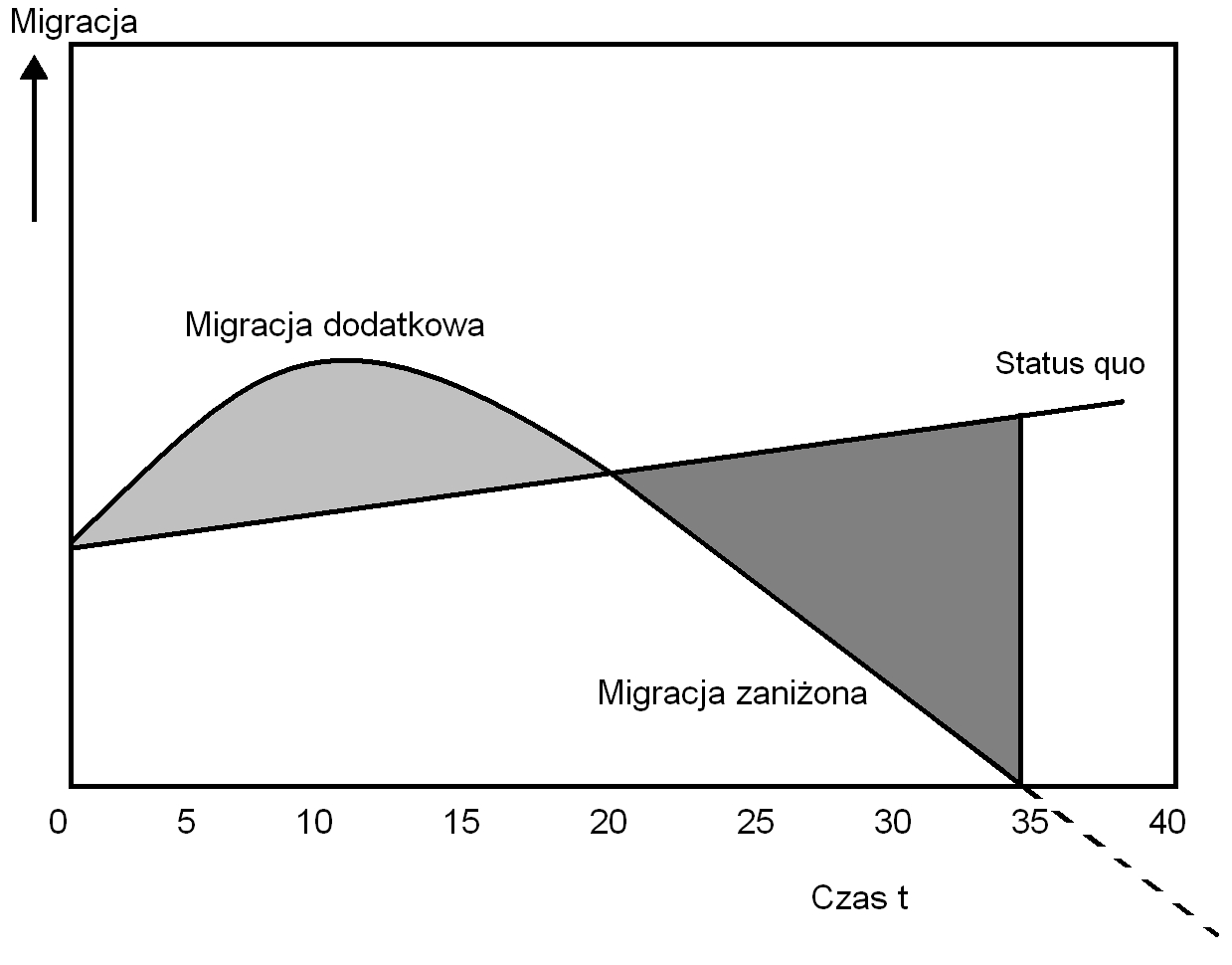
Garb Migracyjny

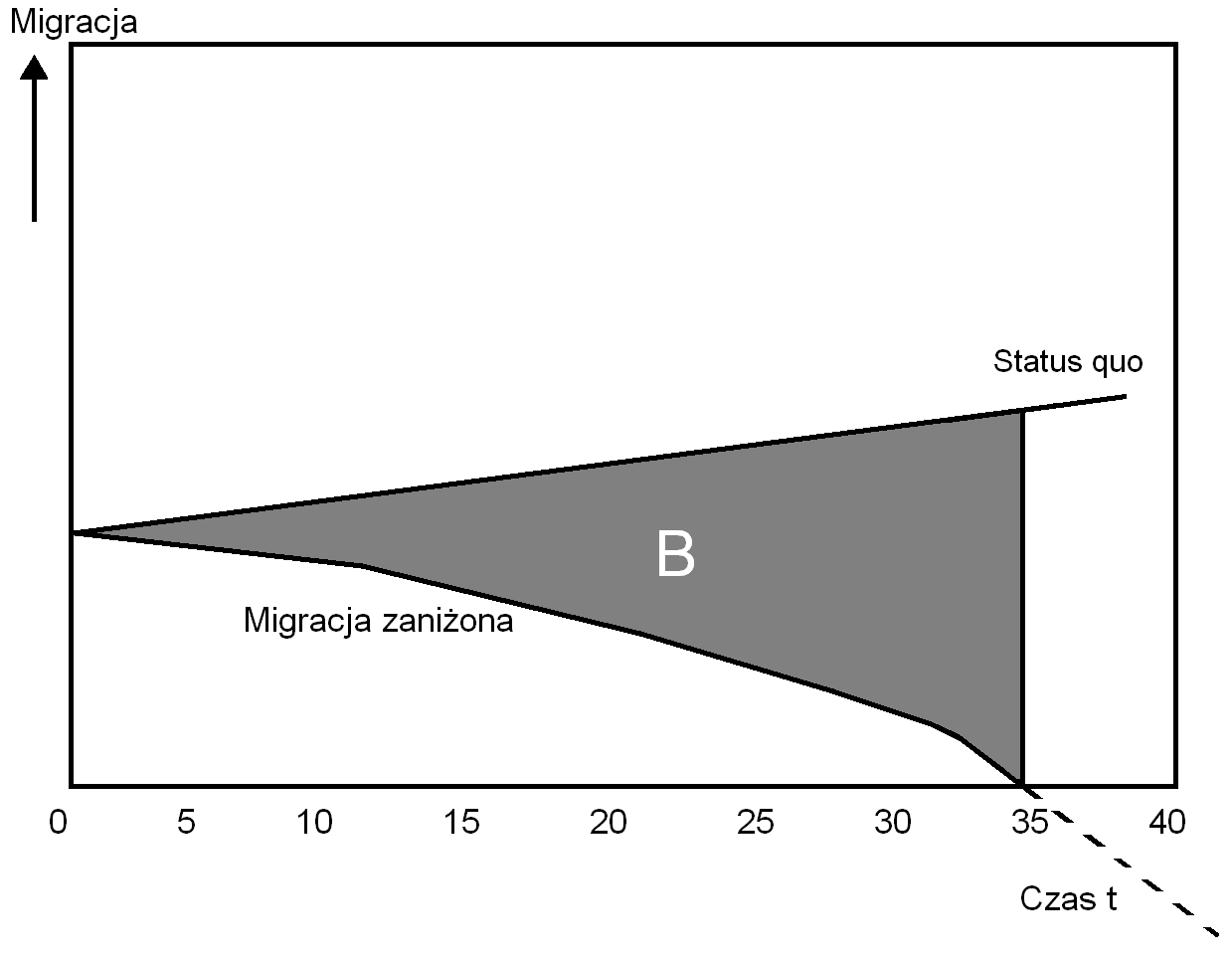
Koryto migracyjne

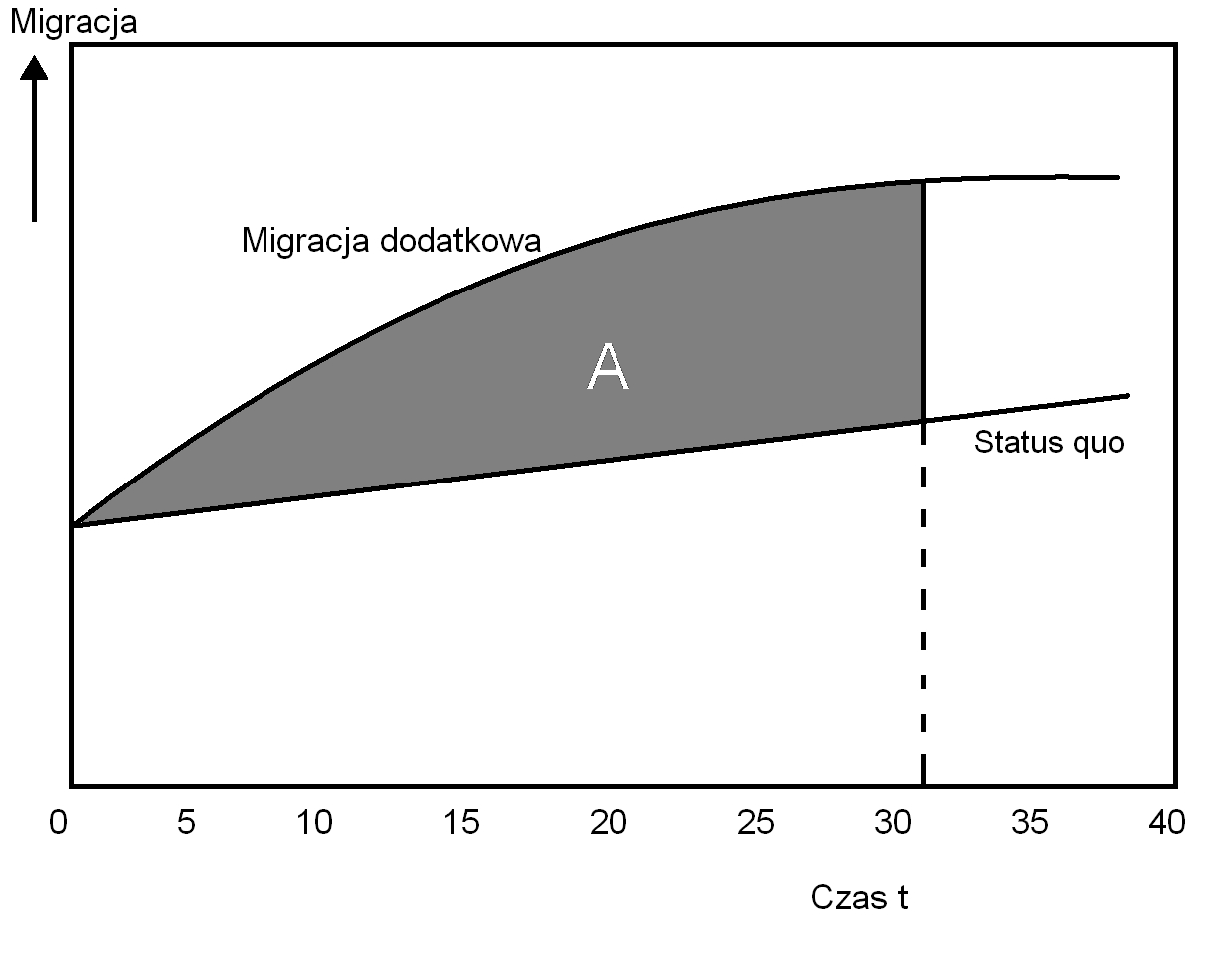
Płaskowyż Migracyjny

Garb migracyjny (ang. migration hump) to: 
1. krótkookresowe nasilenie migracji, powstające wskutek liberalizacji przepływów handlowych i inwestycyjnych pomiędzy integrującymi się gospodarczo krajami,
2. krótkookresowe skumulowanie odpływu migracyjnego, wynikające z popytu migracyjnego odłożonego w przeszłości.

## Geneza
Po raz pierwszy zjawisko zostało opisane w 1983 r. w USA w raporcie z prac specjalnej rządowej komisji ds. wyznaczenia optymalnych rozwiązań z zakresu polityki gospodarczej, sprzyjającej rozwojowi gospodarczemu oraz zmniejszeniu skali niepożądanej emigracji z Meksyku. Na podstawie zgromadzonych danych statystycznych komisja stwierdziła, że w długim okresie skala obrotów handlowych i skala migracji są wobec siebie substytucyjne, w związku z czym najważniejszym instrumentem do zmniejszenia skali niechcianych migracji jest rozwój handlu pomiędzy USA i krajami pochodzenia emigrantów. W krótkim okresie przyspieszenie wzrostu gospodarczego wskutek liberalizacji handlu, reform gospodarczych czy też prywatyzacji jest komplementarne względem migracji. Zależność ta prowadzi to zjawiska określonego jako garb migracyjny.

## Konstrukcja garbu migracyjnego
O kształcie garbu migracyjnego przesądza zależność pomiędzy wzrostem gospodarczym a skalą emigracji.
1. Jeżeli w krótkim okresie reforma sprzyjająca rozwojowi gospodarczemu jest komplementarna wobec skali emigracji - garb migracyjny będzie wypukły. Wraz z rozpoczęciem reform skala migracji z reformującego się kraju wzrośnie, jednak po krótkim czasie stopniowo zacznie opadać, przecinając linię status quo migracji. Pole garbu ilustruje "oszczędności netto" powstałe wskutek wprowadzenia reform, mierzone saldem migracji. Obszar ograniczony łukiem migracji faktycznych ponad linią status quo jest większy niż obszar powstały poniżej. Oznacza to, iż w długim okresie koszt liberalizacji handlu czy też innych reform gospodarczych, jakim jest tymczasowy przyrost skali emigracji, jest niższy niż przyszłe korzyści z tytułu reform mierzone saldem migracji (obszar poniżej linii status quo).
2. W sytuacji substytucyjności wzrostu gospodarczego i emigracji (zarówno w długim jak i krótkim okresie) garb migracyjny opada poniżej linii status quo. Taką zależność pomiędzy zmiennymi określa się mianem koryta migracyjnego. Podejście to charakteryzuje większość neoklasycznych teorii handlu zagranicznego (Heckscher, Ohlin, Mundell, Stolper-Samuelson). Teorie te są jednak statyczne i nie uwzględniają procesów dostosowawczych, porównują jedynie punkty równowagi.
3. Komplementarność wzrostu gospodarczego i emigracji (zarówno w długim jak i w krótkim okresie) prowadzi do sytuacji, w której wzrost gospodarczy przyczynia się do wzrostu skali emigracji. Zarówno linia status quo jak i linia właściwych migracji, lekko się unoszą. W ten sposób powstaje płaskowyż migracyjny.
We wszystkich powyższych kombinacjach amplituda i czas trwania nasilenia migracyjnego są względnie małe.

## Literatura
- Taylor E., Development strategy, emploment and migration, Paris 1996.
- Lucas R. E. B., International Labor Migration in a Globalizing Economy, [w:] Trade, Equity, and Development Program,Nr 92,July 2008.
- Martin P., Economic Integration and Migration: The Case of NAFTA, IGCC Working Paper, University of California, Davis, 1998.
- Martin P., Research on Immigration and Integration in the Metropolis, Vancouver Centre of Excellence, RIIM, Vancouver, 1999.